# 刘霖 (音乐家)
刘霖（1940年8月—2021年7月31日），音乐理论家、作曲家，曾任中央音乐学院院长。

## 生平
1965年在中央音乐学院作曲系毕业后留校，并借调至中央芭蕾舞团参加《纺织女工》《沂蒙山》《草原儿女》等多部舞剧音乐的集体创作。1978年回学院作曲系工作。在1980年代和1990年代先后两次赴法国巴黎以访问学者身份学习、研究作曲及配器。曾担任中央音乐学院《音乐百科全书》编辑委员会副主编兼乐器分支主编工作。